# 欧根·戈尔德斯坦
欧根·戈尔德斯坦（德語：Eugen Goldstein，1850年9月5日—1930年12月25日），德国物理学家。

放电管的早期研究者，阳极射线的发现者，阴极射线的命名者。